# WarioWare: Twisted!
 (avril 2020).
Si vous disposez d'ouvrages ou d'articles de référence ou si vous connaissez des sites web de qualité traitant du thème abordé ici, merci de compléter l'article en donnant les références utiles à sa vérifiabilité et en les liant à la section « Notes et références ».
WarioWare: Twisted! est un jeu vidéo sorti sur Game Boy Advance en Amérique du Nord et au Japon, le jeu n'est toutefois pas commercialisé en Europe. Comme les autres WarioWare, ce jeu est un enchaînement aléatoire de micro-jeux ne durant pas plus de quelques secondes. La principale nouveauté de cet opus est la présence d'un capteur d'inclinaison dans la cartouche du jeu. Le joueur doit bouger la console pour jouer à ces micro-jeux. Certains micro-jeux utilisent le mouvement et la pression du bouton A et le jeu de Kat & Ana n'utilise que le bouton A.
Il est l'un des deux jeux à utiliser une cartouche dotée d'une technologie vibrante avec Drill Dozer.

## Trame

### Synopsis
Wario est dans son salon et joue à un jeu sur sa console portable où l'on doit éviter des astéroïdes en bougeant un petit vaisseau. Il perd et devient furieux, tellement furieux qu'il brise sa console. Il va voir le Dr. Crygor. Ce dernier lui offre une nouvelle console portable révolutionnaire avec laquelle on doit bouger la console pour jouer. Les amis de Wario arrivent et trouvent ceci merveilleux. La machine du Dr. Crygor en produit plein et Wario pense alors qu'en utilisant ceci pour faire un jeu, il gagnerait plein d'argent.

### Personnages
- Wario
- Mona
- Jimmy T
- Kat & Ana
- Parents de Jimmy
- Dribble & Spitz
- Dr. Crygor
- Orbulon
- 9-Volt et 18-Volt
- Warioman
- Fronk

## Système de jeu

### Modes de jeux
- Story

C'est le mode histoire. On doit réussir chaque niveau lié à chaque personnage. Le dernier est celui de Wario Man. Après on peut en débloquer d'autres.
- Spindex

Tous les jeux auxquels on a joué sont là. On peut essayer de battre le record en jouant à répétitions les niveaux 1, 2 et 3 qui alternent alors que la vitesse accélère à chaque fois.
- Souvenirs

Dans le mode histoire, il arrive qu'on obtienne des souvenirs tels que des jeux, des figurines, des musiques, des machines ou des choses très absurdes comme enlever de la neige sur le chapeau d'un nain de jardin ou râper une automobile.